# 宇文协
宇文协（6世纪—618年4月11日），隋朝大臣，河南郡洛阳县（今河南省洛阳市）人。

## 生平
宇文协是宇文庆的孙子，隋文帝女儿广平公主和宇文静礼的儿子。宇文协历任武贲郎将、右翊卫将军。他弟弟宇文皛小时候被养在宫中。长大后，与宫人淫乱，至于妃嫔公主，也有丑闻。萧皇后告知隋炀帝，宇文协于是上奏：“宇文皛现在已经长大成人，不可在宫中。”隋炀帝说：“宇文皛在哪里？”宇文协说：“在朝堂。”隋炀帝不怪罪他，于是召入，待之如初。宇文化及弑逆时，宇文协和宇文皛与内史侍郎虞世基、御史大夫裴蕴、左翊卫大将军来护儿、秘书监袁充、梁公萧钜等人及其儿子同时被杀。